# Müllenbacherhaus
Müllenbacherhaus ist ein ehemaliger Ort der Gemeinde Marienheide im Oberbergischen Kreis in Nordrhein-Westfalen.

## Lage und Beschreibung
Müllenbacherhaus liegt im Südosten von Marienheide am Rande des Ortes Müllenbach. Nachbarorte sind Schemmen, Rodt und Müllenbach.

## Geschichte
In der Preußischen Uraufnahme von 1840 wird der Bereich der Ortschaft Müllenbacherhaus mit „am Strick“ benannt. Ab der topografische Karte (Preußische Neuaufnahme) von 1894 bis 1896 lautet die Ortsbezeichnung „Müllenbacherhaus“. Bis 1984 wird die Ortsbezeichnung Neuenhof in den topografischen Karten geführt und danach dem Nachbarort Müllenbach zugeschlagen.

## Busverbindungen
Über die in Müllenbach gelegenen Haltestellen der Linien 320 und 336 (VRS/OVAG) ist Müllenbacherhaus an den öffentlichen Personennahverkehr angebunden.